# Gustave Sabatier
Pour les articles homonymes, voir Sabatier.
Gustave Sabatier, né à Paris le 15 novembre 1819 de parents belges et mort à Bruxelles le 10 mai 1894, est un homme politique belge, industriel, membre du Parti libéral. Il a été député à la Chambre des représentants.

## Biographie
Gustave Charles Victor Sabatier, né à Paris le 15 novembre 1819 et mort à Bruxelles le 10 mai 1894, est le fils de Gaspard Sabatier, employé de banque à Bruxelles, et d'Agnès Stapleaux. Le 4 septembre 1846, il épouse Louise Fournier à Namur. Il est le neveu de Michel Stapleaux, artiste peintre, et le cousin du romancier Léopold Stapleaux.
En 1836, il intègre l'École royale militaire dans la section de l'artillerie et du génie militaire à Bruxelles et en sort sous-lieutenant en 1838. Ayant acquis les connaissances scientifiques nécessaires, il se tourne vers l'industrie. Il débute comme employé dans la métallurgie à Ougrée (région liégeoise).
En 1844, il s'installe à Monceau-sur-Sambre. En 1845, il est engagé comme ingénieur directeur de fabrication dans l'industrie aux Hauts Fourneaux de Monceau et Bayemont Docherie à Marchienne-au-Pont. En 1859, il en devient directeur-gérant. Depuis 1851, le charbonnage de Bayemont faisait partie de cette société de Monceau-sur-Sambre. En 1873, il est constitué en société distincte, Sabatier en devenant administrateur mais restant à Monceau comme administrateur délégué puis directeur du conseil d'administration jusqu'en 1878.
Parallèlement, il était administrateur et directeur à la Banque de Belgique.
Personnalité respectée du monde des affaires, il a assumé les fonctions suivantes :
- cofondateur de la Société Solvay & Cie ;
- administrateur de l'Immobilière de Belgique ;
- administrateur de la Compagnie générale de matériels de chemins de fer ;
- administrateur de la Compagnie des Chemins de fer des bassins houillers du Hainaut ;
- administrateur de la Société générale d'exploitation des chemins de fer (SGE) ;
- administrateur des Constructions de chemins de fer ;
- administrateur des Mines et Usines de Hof-Pilsen-Schwartzenberg ;
- premier président de la Compagnie du Congo pour le Commerce et l'Industrie (en) (CCCI) de 1887 à 1890 ;
- président de la Compagnie du Chemin de Fer du Congo (CCFC) en 1889 ;
- président des Actions Réunies.

Au niveau politique, il a été député libéral à la Chambre des représentants pour l'arrondissement de Charleroi de 1857 à 1870 et de 1874 à son décès. En tant que député faisant partie de la Commission de l'industrie, il s'est principalement intéressé aux questions économiques. Comme libéral, il a notamment contribué à la réduction des droits de péage sur les voies navigables et sur les chemins de fer. En 1881, il est délégué consultant belge lors la renégociation du traité de commerce entre la France et la Belgique. En 1893, lors de la révision de la Constitution belge, il est un des partisans de l'extension du suffrage universel. Il a également apporté son soutien à la colonisation du Congo voulue par le roi Léopold II mettant l'accent sur la valeur de la conquête humanitaire, commerciale et industrielle du continent africain. Enfin, il a soutenu financièrement (de concert avec Eudore Pirmez, son homologue et ami libéral à la Chambre des représentants) Ernest Solvay dans la constitution et le développement de sa société chimique.
Il était aussi :
- membre du Bureau de bienfaisance de Monceau-sur-Sambre (à partir de 1848) ;
- président de la Chambre de commerce de Charleroi à partir de 1872 ;
- membre du Haut Conseil pour l'industrie et le commerce ;
- membre du Comité belge pour l'Association internationale pour réprimer la traite et occuper l'Afrique centrale (à partir de 1876) ;
- membre de la Commission permanente pour l'étude des questions monétaires (ministère des Finances).

Á la suite de son décès à Bruxelles le 10 mai 1894, il reçoit des funérailles civiles et est inhumé au cimetière d'Evere.

## Distinctions
- Grand officier de l'ordre de Léopold (Belgique).
- Grand officier de la Légion d'honneur (France).
- Médaille de reconnaissance de la Chambre de commerce de Charleroi, œuvre du graveur Charles Wiener en 1882.